# DOBIS/LIBIS
DOBIS/LIBIS war ein integriertes Bibliothekssystem, das in zahlreichen Wissenschafts- und Verbundbibliotheken im deutschsprachigen Raum eingesetzt wurde.

## Geschichte
In den 1960ern und 1970ern hatte IBM für den internen Gebrauch in der Los Gatos Firmenbibliothek verschiedene Bibliothekssoftwares entwickelt, die allerdings nicht kommerziell vertrieben worden waren. In den 1970ern beauftragte die Bundesrepublik Deutschland IBM mit der Entwicklung eines integrierten Bibliothekssystems für die Universitätsbibliothek Dortmund. Das Produkt bekam den Namen DOBIS, bestand aus einem OPAC mit Suchfunktion und ging 1976 in Betrieb. LIBIS wurde für die Universitätsbibliothek Löwen entwickelt. DOBIS und LIBIS wurden in der Folge unter dem Namen DOBIS/LIBIS vertrieben und weiterentwickelt.